# ファントマ (劇団)
劇団ファントマは、大阪を拠点として活動している劇団である。
1990年代前半に関西を中心に活動していた劇団「これっきりハイテンションシアター」を前身としている。同劇団の解散の後、新たに伊藤えん魔が1996年に座長となって旗揚げした。
なお劇団ではあるが、正式には頭に「劇団」を付けず「ファントマ」とだけ表記・呼称する。

## 活動
大阪を拠点とする劇団で、東京と大阪にて定期的に舞台公演を行っている。プロデュース公演、商業舞台の企画コラボも行っている。
2006年に上演した「クレオパトラ」でシアターアプル、シアター・ドラマシティで初の東京・大阪での劇場公演を行い、4000人超の動員を記録。
2007年「楊貴妃の漢方薬」では、初の東京ロングラン公演を行う。
また、朝日放送主催「中之島演劇祭」やアップフロントワークス主催「島国日本演劇祭」等、演劇祭にも招致されている。
Berryz工房主演の劇団ゲキハロ第3回公演「リバース！私の体どこですか？」の作・演出を伊藤えん魔が担当した。
2008年、看板女優であった美津乃あわが退団。
旗揚げからの看板女優の退団と話題になったが、2009年6月の「悪いヒトたち。」公演では、美津乃が再び舞台に出演している。
開演前にトークショー「100円えん魔ちゃん」を恒例的に開催している。元々は、ロビーのような待ち場所のない小劇場において、開演を待つ観客への待機場所提供サービス企画として行ったトークショーだという。数年前まで毎ステージ前に行っていたが、現在は限定ステージ前だけの開催となっている。公演のゲスト出演者を招いて楽屋トークなどを展開する。

## 作風
すべての公演の作・演出を、伊藤えん魔が担当。ハードボイルドとギャグを融合したエンターテイメントを追求する。
シリアスでハードボイルドなストーリーをベースに、不条理なキャラクターが登場したり、ネタやギャグを展開したり、笑いがふんだんに盛り込まれるのが特徴。時代劇・SF・西洋・中東・西部劇など舞台設定は様々。時代設定も紀元前から未来までと、多様な物語を上演している。

## 主な作品
- 三蔵
- Claw Glow
- 超能力やくざ
- マント
- えん魔版曽根崎心中
- サイボーグ侍
- クレオパトラ
- Red River Valley
- エンジェルダスト
- 楊貴妃の漢方薬
- イエス斬り捨て
- ジョリー・ロジャー
- 悪いヒトたち。

### 外部プロデュース
- Zi-PANG!!【ドラマシティプロデュース】
- リバース！私の体どこですか？【劇団ゲキハロ】
- 一心寺恐怖百物語【一心寺シアター倶楽】

## メンバー
- 伊藤えん魔【主宰・作・演出・役者】
- 盛井雅司【役者】
- 田村K-1【役者】
- 天野美帆【制作】（2008年までは出演）